# پونتا دریلس
پونتا دریلس (به لاتین: Punta de Rieles – Bella Italia) یک منطقهٔ مسکونی در اروگوئه است که در مونته‌ویدئو واقع شده‌است.